# Глюкагоноподобный пептид-1
Глюкаго́ноподо́бный пепти́д-1 (англ. Glucagon-like peptide-1, GLP-1), ГПП-1, энтероглюкагон — пептидный гормон из семейства инкретина (вырабатывается в кишечнике в ответ на приём пищи). Локализация выработки ГПП-1 — L-клетки тонкой кишки, он регулирует секрецию инсулина и другие биохимические процессы в организме.
При лечении сахарного диабета и ожирения применяются синтетические агонисты рецептора ГПП-1: семаглутид, лираглутид, эксенатид, ликсисенатид, дулаглутид и албиглутид, тирзепатид. На 2023 год экспериментальный препарат ретатрутид проходит проверку FDA.

## Структура
Биологически активные формы глюкагоноподобного пептида-1: GLP-1-(7-37) и GLP-1-(7-36)NH2.

## Кинетика
Период полураспада активной формы ГПП-1 менее двух минут. Концентрация ГПП-1 в плазме крови у человека в межпищеварительный период находится в пределах от 5 до 10 пМ и повышается после приёма пищи до 50 пМ.

## Секреция глюкагоноподобного пептида-1
L-клетки, располагающиеся в  слизистой оболочке подвздошной и толстой кишок,  продуцируют глюкагоноподобный пептид-1 эндокринно (в кровоток) или паракринно, непосредственно в клетки-мишени, через клеточные отростки. Главными стимуляторами секреции ГПП-1 являются триглицериды, а также углеводы (глюкоза) химуса, поступающего в тонкую кишку из желудка. (При этом глюкоза, введённая внутривенно, не оказывает влияние на секрецию ГПП-1.)
Секреция ГПП-1 L-клетками регулируется нервными и эндокринными сигналами, которые инициируются поступлением пищи в желудок, а также прямым воздействием пищи на L-клетки. Существует проксимально-дистальная петля регуляции ответа L-клеток на компоненты химуса. Этим обусловлен двухфазный механизм секреции ГПП-1. Первая фаза секреции ГПП-1, длительностью 15—30 минут, возникает под влиянием гормональных и нервных факторов. Вторая, длительностью 30—60 минут, стимулируется прямым контактом компонентов химуса с L-клетками.
Проглюкагон в L-клетках и в альфа-клетках поджелудочной железы происходят от одного гена и в обоих типах клеток осуществляется трансляция идентичной мРНК. Однако посттрансляционный процессинг в этих двух клетках различен, результатом чего в альфа-клетках образуется глюкагон, а в L-клетках — ГПП-1, обладающие противоположными свойствами.

## Физиологические эффекты ГПП-1
ГПП-1 оказывает влияние на различные органы и системы организма. Основное его биологическое действие — угнетение секреции глюкагона и одновременная стимуляция выработки инсулина.
| Орган или система организма | Эффект ГПП-1                                               |
| --------------------------- | ---------------------------------------------------------- |
| Желудок                     | Тормозит секрецию соляной кислоты                          |
| Желудок                     | Ослабляет моторную активность                              |
| Поджелудочная железа        | Усиливает секрецию инсулина                                |
| Поджелудочная железа        | Стимулирует транскрипцию гена инсулина мРНК                |
| Поджелудочная железа        | Ингибирует секрецию соматостатина и глюкагона              |
| Поджелудочная железа        | Регулирует экспрессию КАТФ-каналов бета-клеток             |
| Поджелудочная железа        | Вызывает пролиферацию и неогенез бета-клеток               |
| Поджелудочная железа        | Усиливает реакцию бета-клеток на глюкозу                   |
| Сердечно-сосудистая система | Увеличивает частоту сердечных сокращений                   |
| Щитовидная железа           | Стимулирует выведение тиреокальцитонина из железы          |
| Лёгкие                      | Усиливает релаксацию лёгочных мышц                         |
| Лёгкие                      | Усиливает мукозную секрецию                                |
| Почки                       | Способствует диурезу и натрийурезу                         |
| Центральная нервная система | Стимулирует секрецию ЛГ-рилизинг-гормона из гипоталамуса   |
| Центральная нервная система | Стимулирует секрецию ТТГ, ЛГ, кортикостероидов             |
| Центральная нервная система | Подавляет жажду, снижает аппетит, вызывает чувство сытости |